# ام‌وی کالاکالا
ام‌وی کالاکالا (به انگلیسی: MV Kalakala) یک کشتی است که طول آن ۲۷۶ فوت (۸۴ متر) می‌باشد.